# Mus (cognom)
Mus (en llatí Mus) va ser un cognom romà de la Gens Dècia, que era d'origen plebeu.
Apareix als primers temps de la història romana quan dos membres de la família es van sacrificar per la república.
Va donar tres cònsols:
- Publi Deci Mus (cònsol 340 aC)
- Publi Deci Mus (cònsol 312 aC)
- Publi Deci Mus (cònsol 279 aC)